# 조니 라이덴
죠니 라이덴 (Johnny Ridden, 일본어: ジョニー・ライデン)은 애니메이션 건담 시리즈 가운데, '기동전사 건담'에서부터 극장판 '극장판 기동전사 건담 샤아의 역습'까지의 작품으로 묘사되는 우주세기 (건담)에 등장하는 가공의 인물이다. 원래는 상사 계급을 부여받은 양산형 자쿠II 모빌 슈트의 파일럿 이었으나, 병사의 신분임에도 불구하고 지온공국 전체 격추율 3위를 기록하여 그 능력을 크게 인정받아 대위로 특별승진하였고 또한 거기서 더 활약하여 소좌로 다시 승진했다.(참고로 지온공국에서는 중대장급이나 대대참모급 이상의 신분에 도달하게 되면 자신만의 전용기가 부여된다.)

## 기록

### 일 년전쟁（'기동전사 건담'）
22세(우주세기 0056년 출생이므로 우주세기 0079년이 되던 해)에 고등교육과정 수료와 동시에 국방군에 지원하여, 군사학교를 졸업, 키시리아 자비 소장 휘하의 돌격 기동군소속 MS 파일럿으로 배속되었다. 1주일 전쟁에서 상사로 출전, MS-06C 자쿠2(초기 양산형 모델)로 계속된 루움 전투까지 전함 3척을 격침시킨 공적을 인정받아 상사에서 대위로 초고속 승진하여, 전용기인 MS-06F 자쿠2를 수령받았다.
종전이 가까워지자 지온본국의 요청에 의하여, 에이스파일럿들로 구성된 에이스 부대 '키마이라'로 전속되어 제 1 중대장으로 임명되었다. 나중에 코레히드르 암초 주역에서 겔구그의 우주 적응 실험 비행을 마친 후에, 그라나다에서 출격, 아 바오아 쿠 공방전에 참전하였으나 격전 와중에 소식이 끊겼다. 이후 전투 중 행방불명 처리되어 종신 중령으로 승진되었으나 군적에서 제외되었다.

## 죠니라이덴과 관련된 사람들
지온공국사람들🤣

## 인물
죠니 라이덴은 지온공국의 대부분의 인물들과는 많은 부분에서 차이점을 보이고 이러한 점은 지온 공국 안에서는 죠니 라이덴만의 유일한 특징들이라 할 수 있다. 죠니라이덴은 지온공국에서는 매우 드물게 앵글로색슨 계열의 미국인이며 대부분의 지온 공국 간부들과는 달리 거의 유일하게 병사부터 시작하여 오직 그 능력 하나만으로 중견 장교까지 올라간 인물이다. 성격도 대부분 마초이즘에 빠진 지온 공국 간부들(대표적 사례로 검은 삼연성이 있다.)과는 달리 친절하고 자상하여 누구든 쉽게 친해질 수 있는 인격을 지녔다. '기동전사 건담'시리즈에 등장하는 모든 인물들 중에 손에 꼽을 정도로 사람이 좋다.
한 번 바친 순정은 영원히 간직하며 그의 앰블럼인 유니콘은 그의 사랑과 충성을 상징하고 있다.

## 지온공국 3대 에이스
지온공국의 3대 에이스로는 붉은 혜성의 샤아 아즈나블과 더불어 신마츠나가, '진홍의 번개' 로 유명한 죠니 라이덴이 있다. 이 중에 샤아 아즈나블과 신 마츠나가는 원래부터 간부였던 반면 죠니 라이덴은 병사부터 시작해 실력으로 지온공국 3대 에이스의 자리까지 올라갔다. 이는 병사출신으로서는 유일하다.

## 주요 탑승기체
'죠니라이덴 전용'이라는 이름으로, 갈색에 가까운 짙은 붉은색(다크 레드)와 검은색이 복합적으로 칠해지고 그 고유의 유니콘 앰블럼이 새겨진 기체들이 유명하다. 죠니라이덴 전용 자쿠의 경우 샤아 전용보다도 훨씬 빠르게 움직일 수 있는 고기동형으로 개조된 기체이다. 이는 죠니라이덴이 모빌슈트 파일럿들 중에 유난히 빠른 기동력을 이용한 전술을 즐겨 사용하였기 때문인데 결국 양산형 자쿠II가 오히려 죠니라이덴의 조종속도를 따라잡지 못하는 상황까지 직면해 결국 죠니라이덴의 기체는 하나같이 기동력을 극대화시키게 되었다.
『기동전사 건담』
- MS-06C 자쿠II
- MS-06F 자쿠II
- MS-06R-2 고기동형 ver 2.0 자쿠 II
- YMS-14(MS-14S) 겔구그 시작형
- MS-14B 겔구그
- MS-14C 겔구그 캐논
- MSN-02 고기동형 걍

## 트리비아
- 그의 군적번호는 PM056330279A이다.
- 조니 라이덴은 기동전사 건담(TV판, 극장판)에 등장하는 본편 출신 캐릭터가 아니라, MSV(Mobile Suit Variation)라고 하는 별도의 설정에서 파생된 캐릭터이다. 따라서 그의 모습은 기동전사 건담 애니메이션에서는 찾아볼 수 없고 관련된 게임이나 코믹스에서 찾아볼 수 있다.
- MSV 출신 캐릭터들이 공통적으로 가지는 애환이라고 해야하는 점이겠지만, 설정이란 것은 물리법칙이 아니기 때문에 언제든지 뒤바뀔 수 있는데, 조니라이덴의 경우 MSV 초반의 외모와 현재 확립된 외모에 엄청난 차이가 있다.
- 1년전쟁 종전시까지 그의 전체 격추율은 지온공국군 내에서 TOP 3에 랭크되는데 재미있게도 지온군 유수의 에이스파일럿으로 칭해지는 '검은 삼연성', '푸른 거성' 란바 랄, '붉은 혜성' 샤아 아즈나블은 TOP 8위까지 그 흔적을 찾아볼 수 없다. 조니 라이덴 소령의 경우 연방군 모빌슈츠 185기 전함 6척을 격침시키는 공적을 세웠는데, 격추순위 1위인 브레니스 옥스 중령와의 격추수 차이는 MS 8기, 전함 1척이다.
- 1년전쟁 도중 그가 격추한 MS중에서 연방군의 풀 아머 건담이 존재하고 있다는 설정도 존재한다.
- 일단 설정에서는 아 바오아 쿠 공방전에 행방불명된 것으로 이후의 종적은 찾아볼 수 없는 것이 정설이지만, 인기가 있는 캐릭터인 만큼 이후의 설정에 대해서도 상당한 뒷이야기가 많이 돌아다니는 편이다. 요컨대 건담 이볼브 Vol.09에서는 1년전쟁 종결 후 우주세기 87년에 발발한 그리프스 전역에 에우고(A.E.U.G)에 참전, 전용의 진홍빛 제타건담에 탑승하게 될 예정이었다는 식의 묘사라던가, MS 크래피카라는 작품에서는 우주세기 97년경 라이트닝(번개)라는 코드네임을 이용한 자유계약용병으로 등장하기도 했다. 단, 정식 설정은 아니다.

## 유사 캐릭터
- 죠니라이덴은 명대사 '나를 이기기엔 10년은 빠르다.'로도 유명한데 이를 모티브로 하여 훗날 북두의권의 항이라는 캐릭터가 탄생하였다.